# Collegio uninominale Veneto 2 - 11
Il collegio elettorale uninominale Veneto 2 - 11 è stato un collegio elettorale uninominale della Repubblica Italiana per l'elezione della Camera dei deputati tra il 2017 ed il 2022.

## Territorio
Come previsto dalla legge Rosato, il collegio era stato definito tramite decreto legislativo all'interno della circoscrizione Veneto 2.
Era formato dal territorio di 19 comuni: Bardolino, Bussolengo, Buttapietra, Castel d'Azzano, Castelnuovo del Garda, Cavaion Veronese, Costermano sul Garda, Garda, Lazise, Peschiera del Garda, Povegliano Veronese, Ronco all'Adige, San Giovanni Lupatoto, Sommacampagna, Sona, Torri del Benaco, Valeggio sul Mincio, Villafranca di Verona e Zevio.
Il collegio era quindi interamente compreso nella provincia di Verona.
Il collegio era parte del collegio plurinominale Veneto 2 - 03.

## Eletti
| Elezione | Elezione | Deputato          | Partito      |
| -------- | -------- | ----------------- | ------------ |
|          | 2018     | Davide Bendinelli | Forza Italia |
|          | 2019     | Davide Bendinelli | Italia Viva  |

## Dati elettorali

### XVIII legislatura
Come previsto dalla legge elettorale, 232 deputati erano eletti con sistema a maggioranza relativa in altrettanti collegi uninominali a turno unico.
| Candidati              | Candidati                   | Voti    | %     | Liste                    | Voti    | %     |
| ---------------------- | --------------------------- | ------- | ----- | ------------------------ | ------- | ----- |
|                        | Davide Bendinelli ✔️ Eletto | 66 327  | 50,52 | Lega                     | 42 470  | 32,35 |
| Forza Italia           | Davide Bendinelli ✔️ Eletto | 66 327  | 50,52 | 15 362                   | 11,70   |       |
| Fratelli d'Italia      | Davide Bendinelli ✔️ Eletto | 66 327  | 50,52 | 6 138                    | 4,67    |       |
| Noi con l'Italia - UDC | Davide Bendinelli ✔️ Eletto | 66 327  | 50,52 | 2 357                    | 1,80    |       |
|                        | Francesca Businarolo        | 33 555  | 25,56 | Movimento 5 Stelle       | 33 555  | 25,56 |
|                        | Isabella Roveroni           | 21 684  | 16,51 | Partito Democratico      | 17 826  | 13,58 |
| +Europa                | Isabella Roveroni           | 21 684  | 16,51 | 2 863                    | 2,18    |       |
| Civica Popolare        | Isabella Roveroni           | 21 684  | 16,51 | 520                      | 0,40    |       |
| Italia Europa Insieme  | Isabella Roveroni           | 21 684  | 16,51 | 475                      | 0,36    |       |
|                        | Oscar Tosi                  | 2 568   | 1,96  | Liberi e Uguali          | 2 568   | 1,96  |
|                        | Piera Benciolini            | 2 156   | 1,64  | CasaPound                | 2 156   | 1,64  |
|                        | Beatrice Gragnato           | 1 939   | 1,48  | Il Popolo della Famiglia | 1 939   | 1,48  |
|                        | Cristina Fossati            | 1 189   | 0,91  | Italia agli Italiani     | 1 189   | 0,91  |
|                        | Simonetta Venturini         | 681     | 0,52  | Potere al Popolo!        | 681     | 0,52  |
|                        | Alessandro Catazzo          | 557     | 0,42  | 10 Volte Meglio          | 557     | 0,42  |
|                        | Deborah Rossetto            | 528     | 0,40  | Grande Nord              | 528     | 0,40  |
|                        | Roberto Menghini            | 115     | 0,09  | PRI - ALA                | 115     | 0,09  |
| Totale                 | Totale                      | 131 299 | 100   |                          | 131 299 | 100   |
|                        |                             |         |       |                          |         |       |
| Voti non validi        | Voti non validi             | 2 826   | 2,11  |                          |         |       |
| Votanti                | Votanti                     | 134 125 | 79,34 |                          |         |       |
| Elettori               | Elettori                    | 169 061 |       |                          |         |       |